# Georgina Ruiz Sandoval
Georgina Alejandra Ruiz Sandoval (Tlalnepantla, Estado de México; 27 de febrero de 1971) más conocida como Goga, es una narradora deportiva y periodista mexicana que ha desarrollado su labor profesional como narradora, presentadora y reportera. Trabajó para la cadena deportiva internacional ESPN en América Latina y actualmente se radica en Bogotá. Es una reconocida cronista y analista de ciclismo por sus participaciones en las transmisiones del Tour de Francia y otros eventos del calendario ciclístico internacional y fue la primera mujer en su país y en América Latina en narrar ciclismo y partidos de fútbol americano en vivo. Actualmente es freelance y trabaja para su propio proyecto en bicigoga.com y colabora como narradora para Señal Colombia y Caracol Televisión en Colombia.
El 4 de marzo de 2017 ganó el Premio India Catalina en la ciudad de Cartagena de Indias (Colombia) como Mejor Presentadora de Deportes por la cobertura del Giro de Italia 2016. Estos premios son otorgados a lo mejor de la industria audiovisual colombiana.
Desde 2016 se hace el cubrimiento de las carreras en las locaciones para su portal bicigoga.com.

## Biografía
Georgina Ruiz Sandoval nació el 27 de febrero de 1971 en Tlalnepantla en el Estado de México. Realizó sus estudios primarios, secundarios y preparatorios en el Estado de México y sus estudios profesionales en la escuela de periodismo Carlos Septién García en la Ciudad de México, la más antigua de América Latina en su tipo, en donde se graduó como licenciada en periodismo en 1991.

## Carrera profesional
Georgina Ruiz Sandoval inició su carrera profesional en los medios haciendo su servicio social con el Canal 11 en 1990, en donde continuó como conductora y narradora de fútbol americano colegial de la ONEFA junto a Pedro Tudón, Jorge Zambrano, Sergio Villamar y Rafael Hijar.
En los dos años que trabajó para el canal del Instituto Politécnico Nacional en el Distrito Federal, se convirtió en narradora habitual de la categoría mayor y participó en la cobertura de la Ruta México 1990. También formó parte del equipo que produjo los Juegos Centroamericanos y del Caribe 1990, celebrados en varias instalaciones de la Ciudad de México, y narró eventos como el hockey sobre pasto, gimnasia, tiro con arco y canotaje, entre otros. También cubrió los Juegos Nacionales Estudiantiles en 1990.
En 1991 se unió al equipo de deportes del grupo MVS Multivisión, entonces a cargo de Alfredo Domínguez Muro. En los primeros años, MVS Multivisión transmitía varios eventos producidos por ESPN a los cuales se les agregaba la voz en español. El proyecto se conoció como MultiDeporte (MD) por varios años. En su primer año en este proyecto cubrió la Ruta México y los Juegos Panamericanos en Cuba, tanto para radio como para televisión. También condujo por dos años el programa ONEFA Liga Mayor, en donde se presentaban los resúmenes y entrevistas de la semana de la temporada y también el programa Cuestión de Deporte, con énfasis en el deporte amateur y olímpico mexicano. 
De 1990 a 1992 participó paralelamente en los programas de radio patrocinados por la Comisión Nacional del Deporte (CONADE) durante el período de Raúl González. Con MultiDeporte fue narradora del Giro de Italia y el Tour Dupont en 1992 y 1993.
En 1992 viajó y formó parte del equipo de MultiDeporte para cubrir los Juegos Olímpicos de Barcelona, con énfasis en la delegación mexicana. En 1993 asistió a la cobertura de su primer Tour de Francia para radio y televisión, además de escribir artículos para la revista Palco Deportivo. La cobertura se repitió para 1994 siguiendo a los ciclistas mexicanos Raúl Alcalá y Miguel Arroyo. 
En 1993 cubrió la Copa Mundial de Caminata en Monterrey, México. También asistió a varios Congresos de la Organización Deportiva Panamericana y tomó un seminario de la mujer en el deporte olímpico encabezado por Juan Antonio Samaranch en Cancún, México. En ese mismo año colaboró con notas de fútbol americano para los diarios El Universal y El Nacional. En ese mismo año también formó parte del Jurado que otorgó el Premio Nacional del Deporte a Daniel García (Caminata), Águeda Pérez (Taekwondo) y el equipo nacional sobre silla de ruedas.
Entre 1994 y 1995 Multideporte retomó las transmisiones de la ONEFA y la liga Masters de fútbol americano, en donde participó como reportera en cancha. En estudio formó parte del noticiero Score Final en el mismo periodo. 
En 1995 viajó a Dallas, Texas para realizar entrevistas con los Dallas Cowboys de la NFL y en agosto del mismo año cubrió el Campeonato Mundial de Atletismo en Gotemburgo, Suecia. En su estancia en MVS Multivisión trabajó al lado de Martha Guerra, Pablo Carrillo, Javier Trejo Garay, Alfredo García Bustamante, John Sutcliffe, Jorge Ramírez, Edgar Valero, Rodolfo Vargas y Roberto Peláez.
En 1996 emigró al proyecto de la revista Palco Deportivo, Canal 40 y Radio Fórmula con Alfredo Domínguez Muro donde participó en la organización y seguimiento desde México de los Juegos Olímpicos de Atlanta en 1996.
En 1997, a invitación de John Sutcliffe, emigró al lanzamiento del proyecto ESPN 2 México, que fue la primera señal regionalizada de ESPN International. Los primeros dos años compartió su experiencia en producción con el comentario deportivo y fungió simultáneamente como coordinadora de producción y operaciones del canal. En ese periodo comentó hockey sobre hielo y fútbol americano colegial. En el arranque de la señal se unieron como comentaristas Guillermo Celis, Alfonso Lanzagorta, Alfredo García Bustamante, Tomás Morales, Rigoberto y Jorge Plascencia, Jorge Ramírez, Francisco Forastieri y Gerardo Peña, entre otros.

### ESPN (1999 - 2015)
En 1999 recibe la oportunidad de unirse al proyecto de ESPN Latinoamérica en Estados Unidos. En el primer año permaneció como eslabón de operaciones con ESPN 2 México, pero en 2000 regresó al comentario deportivo de tiempo completo. Fue reportera de SportsCenter en eventos variados: playoffs MLS, NFL playoffs y Super Bowls (39, 40 y 41), Playoffs MLB, récord de cuadrangulares de Barry Bonds, reportajes especiales con los jugadores latinos de NFL (Roberto Garza) y NBA (Manu Ginóbili, Andrés Nocioni, Carlos Delfino, Esteban Batista). Fue reportera en cancha del Torneo FIBA Américas en Santo Domingo 2005. Cubrió las finales Nacionales de Rodeo en Estados Unidos de 2005 a 2011.
Participó como comentarista para los Juegos Centroamericanos y del Caribe Mayagüez 2010, Juegos Panamericanos Río 2007 y comentaristas y reportera en los Juegos Panamericanos Guadalajara 2011 mayormente en ciclismo, gimnasia, natación y clavados. En 2014 participó en las más de 60 horas de cobertura de los Juegos Olímpicos de Invierno Sochi.
También fue reportera en cancha del Sunday Night en 2004, 2005 y 2006, incluido el juego de temporada regular de NFL celebrado en el Estadio Azteca en 2005 como es el partido: Arizona vs San Francisco. Desde 2010 se incorpora a la narración de College Football NCAA para las señales de ESPN Internacional, ESPN Dos y ESPN 3. De 2011 a 2013 condujo el show NFL esta Noche junto a Eduardo Varela y Pablo Viruega. En 2013 se convirtió en la primera mujer en narrar en español un Super Bowl (XLVII Baltimore vs San Francisco) para la señal de ESPN2.
En el marco de cobertura de eventos especiales, Goga también condujo en estudio el noticiero SportsCenter para la región México, Centroamérica y Estados Unidos durante Juegos Olímpicos de 2008 y 2012 y las copas del mundo 2010 y 2014. En cuanto a eventos como narradora fue la voz del Tour de Francia en ESPN desde 2001 hasta 2015. Produjo el segmento de video de NotiCiclismo para el portal espndeportes.com con noticias y entrevistas de lo más destacado del ciclismo latinoamericano y mundial. Algunos eventos especiales cubiertos por este "websodio" fueron el Criterium Dauphine 2012, Giro de Italia 2013, 2014 y 2015, la Vuelta al Táchira 2014 y los Campeonatos Mundiales de Ruta en Richmond (USA) 2014. También publicó un Blog dedicado al ciclismo en espn.com periódicamente entre 2004 y 2015. Su cuenta de Twitter (entre los periodistas de ciclismo) está en el top 5 más seguidas en el mundo en cualquier idioma.
Otros deportes donde se desarrolló su ejercicio profesional como narradora o comentaristas son patinaje artístico, WNBA (baloncesto profesional femenino), atletismo, natación y clavados, triatlón, ironman, gimnasia, voleibol, hockey sobre hielo, X Games, el hombre más fuerte del mundo, carreras de caballos y magazine shows.

### Periodismo independiente (2016 - presente)

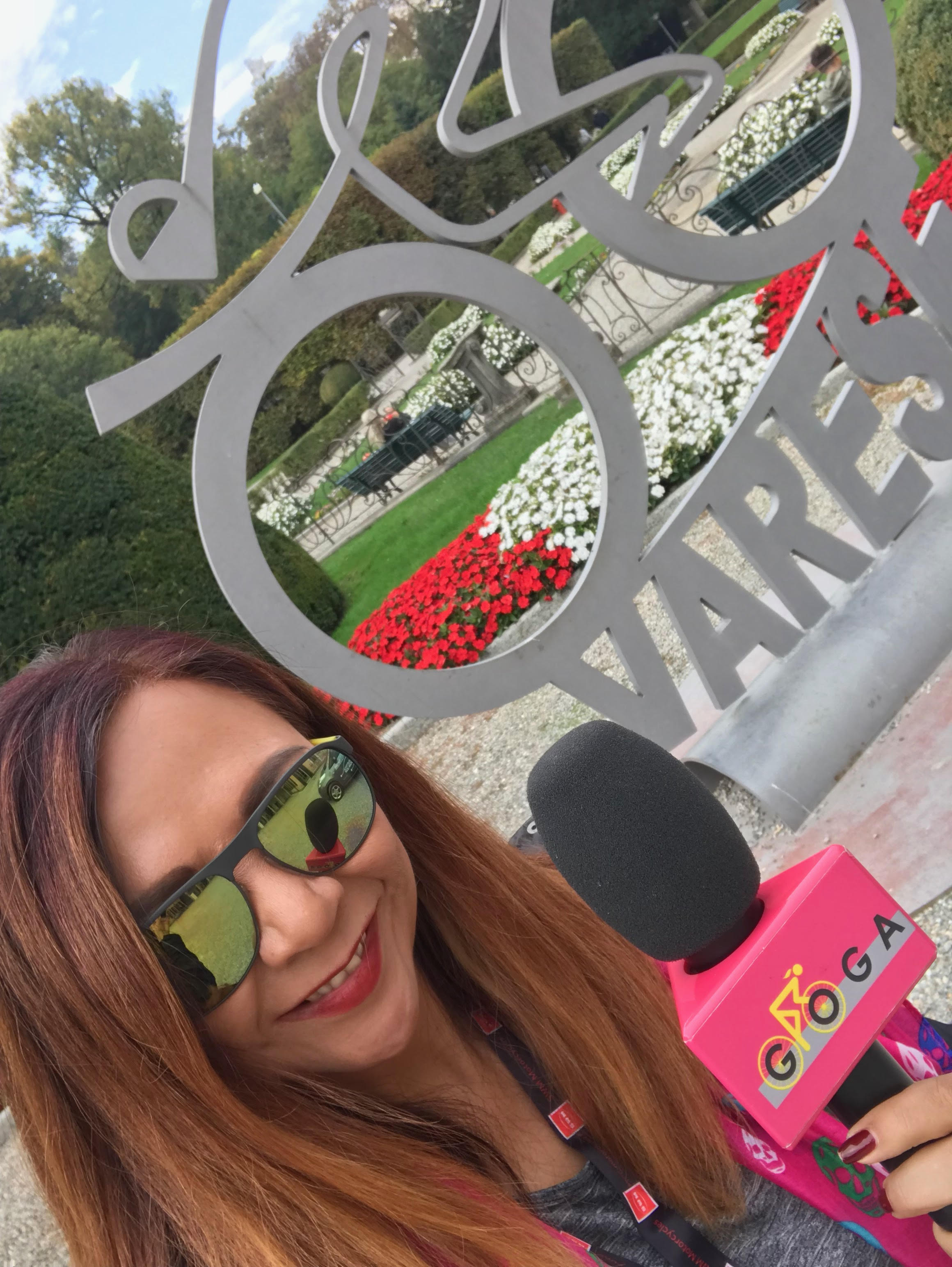
Goga en Cobertura de las clásicas de Otoño en Italia

En noviembre de 2015, Goga se convirtió en periodista freelance con el fin de poder cubrir todo el año el calendario de ciclismo en América y Europa. Así nació bicigoga.com el portal en donde conserva su blog, realiza podcast y comparte videos y fotografías. Su canal de Youtube creció sustancialmente con un acumulado de más de 2 millones de views.
En diciembre de 2015 cubrió la Vuelta a Costa Rica en donde colaboró con Fanny Tayver con videos y columna para el diario La Nación. 
En 2016 cubrió para su proyecto BiciGoga.com el Tour de San Luis en Argentina, la Vuelta a Cataluña, el Tour de Flandes, la Vuelta al País Vasco en donde también realizó enlaces en vivo con la producción de Señal Colombia y en mayo se convirtió en la narradora principal de la producción del #GiroXSeñal desde Italia para Señal Colombia. Gracias a esta producción ganó el Premio India Catalina como la Mejor Presentadora de Deportes de la Televisión Colombiana en 2016. También fue narradora en Estudio del Campeonato Mundial de Pisicina Corta en Canadá para Señal Colombia.
En julio se unió como narradora del Tour de Francia y de la Vuelta a España para Caracol Televisión, con viajes a ambos países para realizar entrevistas y reportes noticiosos previo a las dos carreras. Y allí comienza a trabajar con Santiago Botero y Jhon Jaime Osorio. También participó como narradora de los Juegos Olímpicos de Río 2016 en los eventos de ciclismo de ruta y pista, así como en natación y clavados, en la cobertura de Caracol Televisión.
En 2017 inició con la cobertura de la presentación de la Vuelta a España en Madrid para Noticias Caracol. Amplió su calendario de narraciones en estudio con Señal Colombia como: el Tour Down Under, la Vuelta a la Comunidad Valenciana, la Vuelta al País Vasco, París - Roubaix, Lieja-Bastoña-Lieja, 100.º Giro de Italia (en locación), Critérium Dauphine y Ruta del Sur.
Con Caracol Televisión se unió a las transmisiones de París-Niza, Tour de Francia y Vuelta a España.
Para su proyecto personal además cubrió en locación el Tour de Abu Dhabi, Milano - San Remo, Amstel Gold Race, Fléche Wallone, Giro de Italia, World Road Championships 2017-2018-2019, GP Emilia, GP Bruno Beghelli, Tres Valles Varesinos, Milano - Torino, Giro de Lombardía y Vuelta a Guatemala.
Fue invitada como ponente en la Bici Expo en la Ciudad de México en octubre de 2017 y 2019.
En marzo de 2018 fue reconocida por segundo año consecutivo como Mejor Presentadora de Deportes de los Premios India Catalina por su trabajo como relatora y periodista en la cobertura Mi Giro x Señal 2017 de Señal Colombia. A partir de 2019 consolido un nuevo segmento "Goga rueda por el Mundo" en Señal Colombia con cobertura especial desde eventos como París-Niza, Milano San Remo, Vuelta a Cataluña, Tour de los Alpes y transmisión en vivo de la Vuelta al País Vasco en 2021. Este segmento también incluyó entrevistas con ciclistas y deportistas olímpicos.

## Vida personal
Goga actualmente esta radicada en Bogotá, con su esposo. Practica el ciclismo recreativo de manera activa y ha participado en algunos eventos organizados como el Gran Fondo Giro de Italia 2016 en México, Gran Fondo Ocean to Ocean 2016 Panamá, L'Etape by Le Tour de France Medellín 2017. En febrero de 2017 realizó el reto personal de subir una de las cimas míticas en Colombia, La Línea desde Calarcá y documentó sus experiencias. Es miembra de la Asociación Internacional de Periodistas de Ciclismo (AIJC).